# Kemerovos internationella flygplats
Kemerovos internationella flygplats (IATA:KEJ) utanför Kemerovo i Ryssland är den största flygplatsen i Kemerovo-området, med nästan 300 000 passagerare per år.

## Flygplatskoder
- IATA: KEJ
- ICAO: UNEE

## Flygbolag
- Aeroflot
- Magadan Airlines
- S7 Airlines
- Weltall-Avia

## Destinationer

### Inrikes
- Abakan
- Anapa
- Blagoveschensk
- Ekaterinburg
- Moskva (SVO, DME, VKO)
- Krasnojarsk
- Norilsk
- Omsk
- Vladivostok
- Sotji
- Sankt Petersburg

### Utrikes
- Istanbul-Atatürk